# Recuay

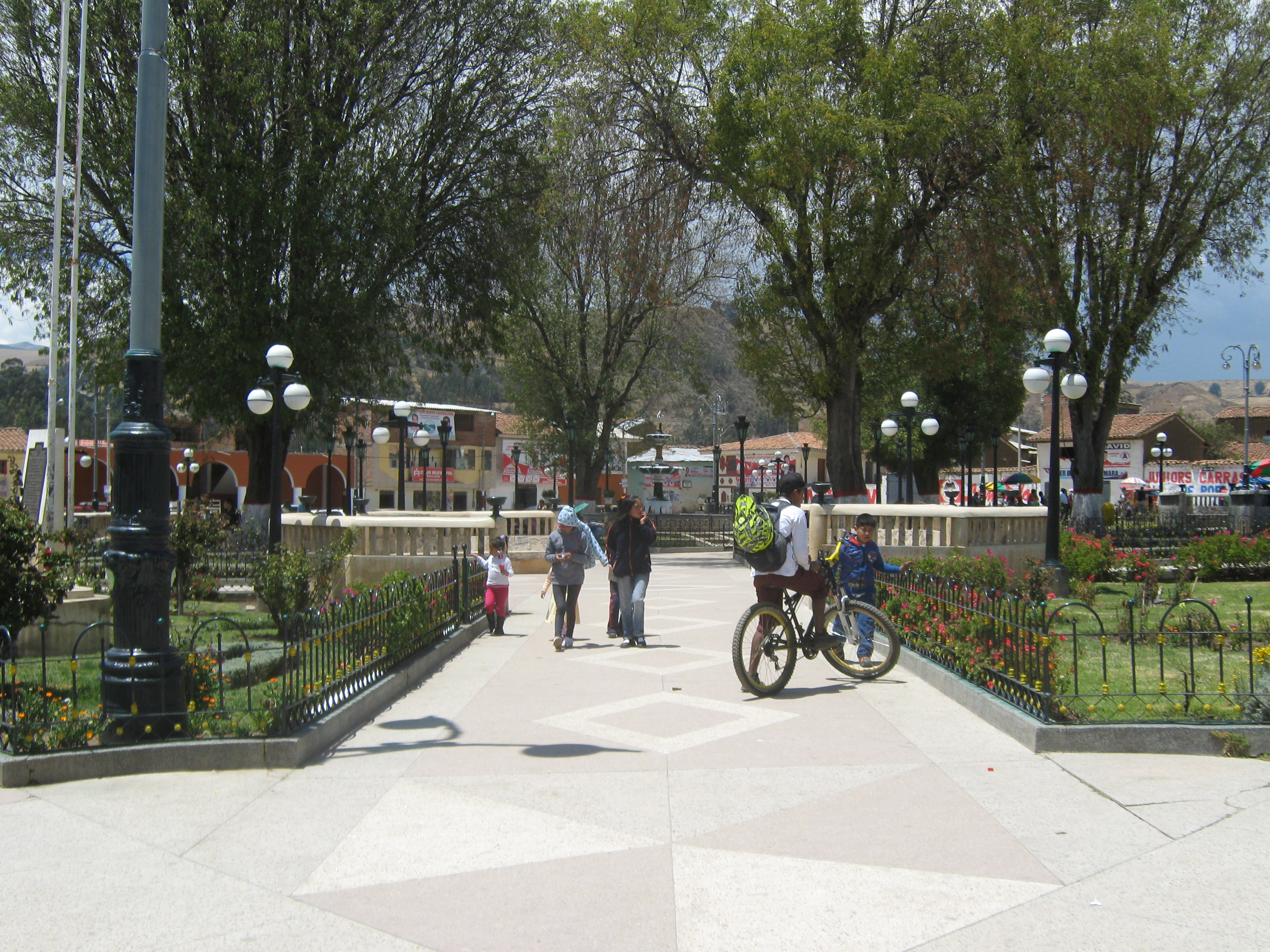
Plaza de Armas in Recuay

Recuay ist Verwaltungssitz der Provinz Recuay in der Region Ancash und liegt am linken Flussufer des nach Norden strömenden Río Santa im Anden-Hochgebirge des westlichen Peru. Beim Zensus 2017 wurden 2476 Einwohner gezählt.

## Lage
Recuay liegt im oberen Teil des als Callejón de Huaylas bezeichneten dicht besiedelten und fruchtbaren Mittellaufs des Santa-Flusses. Die Stadt liegt auf einer Höhe von 3394 m über dem Meeresspiegel zwischen der Cordillera Blanca im Osten und der Cordillera Negra im Westen. Die nächstgelegenen Ortschaften sind Cátac 9 Kilometer flussaufwärts und Huaraz 27 Kilometer flussabwärts.

## Geschichte
Gräberfunde in der Nähe von Recuay werden der sog. Recuay-Kultur (ca. 200 v. Chr. bis 600 n. Chr.) zugeordnet, u. a. mit figürlichen Keramik-Gefäße aus weißem Ton mit roten und schwarzen Mustern.
Am 19. Dezember 1626 verstarb in Recuay der 1572 in Madrid geborene peruanische Erzbischof Gonzalo de Ocampo.
Recuay wurde beim Erdbeben vom 31. Mai 1970 schwer beschädigt.

## Bedeutung
Recuay liegt in einem wichtigen landwirtschaftlichen Anbau- und Viehzuchtgebiet.
Nach Osten hin zweigen bei Recuay zwei wichtige Erschließungsstraßen nach Chavín ab, die über die Passstraßen „Túnel de Kowish“ (4550 m) und „Yanashallash“ (4700 m) den Ostzugang zur Cordillera Blanca ermöglichen.
Nach Westen hin ist die Provinzhauptstadt über den Huancapeti-Pass (4680 m) und die Stadt Aija mit der Pazifikküste verbunden.